# Hitman: Absolution
Hitman: Absolution je stealth videohra z roku 2012, kterou vyvinula společnost IO Interactive a vydala evropská pobočka společnosti Square Enix. Jedná se o pátý díl série Hitman a pokračování hry Hitman: Blood Money z roku 2006. Hra byla vydána 20. listopadu 2012 pro Windows, PlayStation 3 a Xbox 360.
Dne 15. května 2014 vyšla hra Hitman: Absolution – Elite Edition pro operační systém OS X od společnosti Feral Interactive. Dne 11. ledna 2019 vydala společnost Warner Bros Interactive Entertainment vylepšené verze her Absolution a Blood Money pro PlayStation 4 a Xbox One v rámci kolekce Hitman HD Enhanced Collection.

## Příběh
Kampaň sleduje geneticky upraveného nájemného vraha Agenta 47 a jeho snahu ochránit podobně geneticky vylepšenou dospívající dívku před různými hrozbami, které chtějí využít jejího potenciálu jako nájemného vraha pro své vlastní cíle, včetně soukromé vojenské společnosti, několika zločineckých syndikátů a ICA.

## Hratelnost
Vývojáři před vydáním prohlásili, že Absolution bude jednodušší na hraní a přístupnější, ale zároveň si zachová hardcore aspekty série.
Poprvé v sérii hra obsahovala online komponentu nazvanou "Contracts", která hráčům umožňovala kterékoliv misi ze základní hry vytvářet vlastní cíle a sdílet je s ostatními.

## Vydání a ohlasy
Hra byla vydána 20. listopadu 2012 pro Windows, PlayStation 3 a Xbox 360.
Hra se po vydání setkala s rozpačitým přijetím, přičemž většina chvály se soustředila na její grafiku, prostředí a lokace, stejně jako na rozmanité herní možnosti. Mnoha kritikům a hráčům se však hra nelíbila kvůli příběhu, problémům se systémem převleků a lineární struktuře hry oproti otevřenému konci předchozích dílů.
V březnu 2013 se hry prodalo přes 3,6 milionu kopií. Série se dočkala restartu ve hře Hitman z roku 2016, která se sice odehrávala ve stejné kontinuitě jako předchozí díly, ale vrátila se k otevřenějšímu stylu hraní a obsahovala nový příběh.